# Naoki Ogawa
Naoki Ogawa (小川 直毅 Ogawa Naoki?), född 3 juli 1995 i Hyōgo prefektur, är en japansk fotbollsspelare.
Ogawa började sin karriär 2014 i Gamba Osaka. 2015 blev han utlånad till Fujieda MYFC. Han spelade 19 ligamatcher för klubben. Han gick tillbaka till Gamba Osaka 2016. Han avslutade karriären 2016.